# SF-36
Опросник SF-36 (англ. The Short Form-36) — это неспецифический опросник для оценки качества жизни пациента, широко используемый при проведении исследований качества жизни в странах Европы и в США. 
Он был установлен для оценки качества жизни в Италии, Франции, Австралии и общей популяции США. В странах Европы и в США были проведены исследования отдельных групп людей и получены результаты по нормам для здорового населения и для больных с различными хроническими заболеваниями (с распределением на группы соответственно возрасту и полу).
Опросник отражает общее благополучие и степень удовлетворенности теми сторонами жизнедеятельности человека, на которые влияют состояние здоровья.
SF-36 состоит из 36 вопросов, сгруппированных в восемь шкал: физическое функционирование, ролевая деятельность, телесная боль, общее здоровье, жизнеспособность, социальное функционирование, эмоциональное состояние и психическое здоровье. Показатели каждой шкалы составлены таким образом, что чем выше значение показателя (от 0 до 100), тем лучше оценка по избранной шкале. Из них формируют два параметра: психологический и физический компоненты здоровья.

## Преимущества и недостатки
Преимущества: 
- применяется для оценки качества жизни при любых заболеваниях;
- возможно сравнение показателей качества жизни пациентов по опроснику SF-36 с данными российского популяционного контроля по соответствующим группам;
- оценивает качество жизни больных комплексно (в том числе социальные и психологические нарушения).

Недостатки: 
- опросник включает в себя 36 вопросов, 8 шкал — время заполнения больными 10-15 минут;
- трудность перекодировки данных и подсчета шкал;
- нет единого показателя для определения минимальных клинически значимых изменений по стандартизованным шкалам;
- лицензия на коммерческое использование.

## Шкалы
Результаты представляются в виде 8 шкал (более высокая оценка указывает на более высокий уровень качества жизни):
- физическое функционирование (Physical Functioning — PF);
- ролевое функционирование, обусловленное физическим состоянием (Role-Physical Functioning — RP);
- интенсивность боли (Bodily pain — BP);
- общее состояние здоровья (General Health — GH);
- жизненная активность (Vitality — VT);
- социальное функционирование (Social Functioning — SF);
- ролевое функционирование, обусловленное эмоциональным состоянием (Role-Emotional — RE);
- психическое здоровье (Mental Health — MH).

Шкалы группируются в два показателя: PH («физический компонент здоровья») и MH («психологический компонент здоровья»):
1. Физический компонент здоровья (Physical health — PH)
Составляющие шкалы:
- физическое функционирование;
- ролевое функционирование, обусловленное физическим состоянием;
- интенсивность боли;
- общее состояние здоровья.

2. Психологический компонент здоровья (Mental Health — MH)
Составляющие шкалы:
- психическое здоровье;
- ролевое функционирование, обусловленное эмоциональным состоянием;
- социальное функционирование;
- жизненная активность.